# Pallacanestro Biella
O Pallacanestro Biella é um clube profissional de basquetebol situado na comuna de Biella, Piemonte, Itália que disputa atualmente a Serie A2.

## Jogadores Notáveis
- Fred Jones 1 temporada: '09-'10
- Nicola_Minessi 3 temporadas: '98-'01
- Nate_Erdmann 2 temporadas: '98-'00
- Joseph_Blair 1 temporada: '98-'99
- Norman_Nolan 1 temporada: '99-'00
- Matteo_Soragna 4 temporadas: '00-'04
- - Kevin Rankin 2 temporadas: '00-'02
- Antonio Granger 1 temporada: '00-'01
- Corey_L._Brewer 1 temporada: '00-'01
- Cookie_Belcher 4 temporadas: '01-'05
- Malik_Dixon 1 temporada: '01-'02
- Michael_Batiste 1 temporada: '01-'02
- Fabio_Di_Bella 3 temporadas: '02-'05

| - Jacob_Jaacks 2 temporadas: '02-'03, '04-'05 - Jamel_Thomas 2 temporadas: '02-'03, '06-'07 - Pietro_Aradori - Brooks_Sales 2 temporadas: '02-'04 - Marco_Carraretto 2 temporadas: '02-'04 - DeMarco Johnson 1 temporada: '03-'04 - Kyle_Hill 1 temporada: '03-'04 - Mario_Austin 1 temporada: '04-'05 - Ricky Minard 1 temporada: '04-'05 - Stephen_Black 1 temporada: '04-'05 - Damon_Williams 1 temporada: '05-'06 | - Thabo_Sefolosha 1 temporada: '05-'06, (#14 NBA draft pick, 2006) - Luca_Garri 1 temporada: '05-'06 - J._R._Bremer 1 temporada: '05-'06 - Erik Daniels 1 temporada: '06-'07 - Reece Gaines 1 temporada: '06-'07 - Pascal Roller 1 temporada: '06-'07 - Troy Bell 1 temporada: '07-'08 - Daniele Cinciarini 1 temporada: '07-'08 - Jonas Jerebko 2 temporadas: '07-'09 (#39 NBA draft pick, 2009) - James Gist 1 temporada: '08-'09 (#57 NBA draft pick, 2008) - Sven Schultze 1 temporada: '09-'10 |